# Kościół Boży

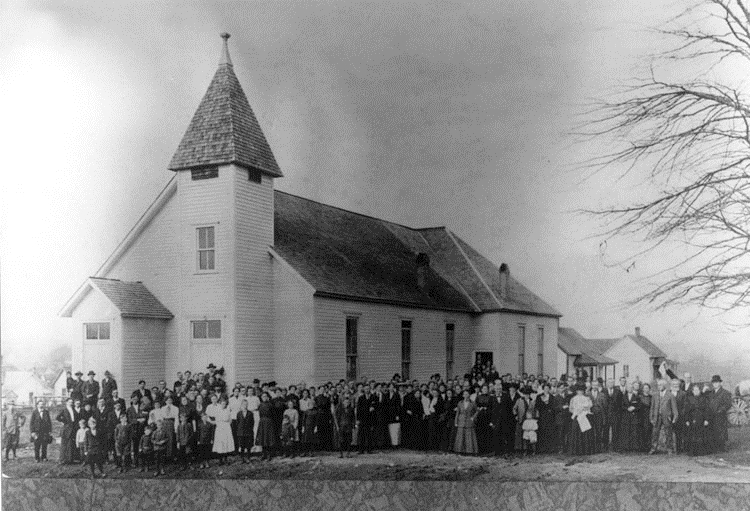
Cleveland (1913)

Kościół Boży – najstarszy na świecie kościół zielonoświątkowy, jedna z największych wspólnot zielonoświątkowców na świecie (po Zborach Bożych, Kościele Apostolskim i Kościele Chińskim). Kościół Boży jest kościołem protestanckim o zasięgu ogólnoświatowym. Ogólnoświatowa centrala Kościoła Bożego mieści się w Cleveland, w stanie Tennessee, Stany Zjednoczone. Prezbiterem Generalnym Kościoła Bożego jest pastor dr G. Dennis McGuire. Kościół Boży obejmuje 7,5 miliona wiernych w 39 tys. zborach, w 185 państwach. Ponad 1 milion wiernych mieszka w USA.
W Polsce zarejestrowany został w 1996 roku. W 2024 roku liczył 2942 wiernych w 80 zborach.

## Charakterystyka
Kościół Boży oficjalnie określił się jedenastoma cechami konstytutywnymi:
- chrześcijański – odwołujący się do osoby i nauczania Jezusa Chrystusa – Syna Bożego, na którym jest zbudowany cały Kościół chrześcijański; wyznający wiarę w Trójjedynego Boga i chrystocentryczny w swojej doktrynie i posłudze.

- protestancki – odwołujący się do zasad reformacji jako ruchu mającego przywrócić czystość nauk w Kościele:
  - sola scriptura – jedynie Biblia jest autorytetem w sprawach wiary,
  - solus Christus – jedynie Chrystus jest pośrednikiem i Głową Kościoła,
  - sola gratia – jedynie łaska Boża jest powodem zbawienia ludzi,
  - sola fide – jedynie wiarą można osiągnąć zbawienie,
  - soli Deo gloria – jedynie Bogu należy oddawać cześć i chwałę.

Ponadto: przyjmujący powszechne kapłaństwo wierzących, odwołujący się także do osiągnięć radykalnej reformacji, m.in. rozdziału państwa od kościoła, popierający wolność religijną, odrzucający wszelki rytualizm i dogmatyzm, na rzecz „żywego doświadczenia”.
- fundamentalny – opierający się na tzw. „pięciu fundamentach” fundamentalnego chrześcijaństwa:
  - bezbłędność, nieomylność i werbalne natchnienie Biblii,
  - dziewicze narodzenie i całkowita boskość Jezusa Chrystusa,
  - pojednawcza, zastępcza śmierć Chrystusa za grzechy świata,
  - cielesny charakter zmartwychwstania,
  - autentyczność cudów i literalne, widzialne powtórne przyjście Chrystusa.

- ewangelikalny – podkreślający istotę osobistej pobożności, znaczenia nawrócenia i „nowego narodzenia” jako przełomowych momentów w życiu człowieka, wzywający do budowania intymnej relacji z Bogiem i praktykujący chrzest na wyznanie wiary w wieku dojrzałym przez zanurzenie w wodzie; członek Narodowego Aliansu Ewangelicznego i innych ewangelikalnych organizacji.

- zielonoświątkowy – uznający znaczenie chrztu w Duchu Świętym jako tzw. „drugiego błogosławieństwa” po nawróceniu, którego dowodem jest mówienie innymi językami. Chrześcijanin napełniony Duchem Świętym uzdolniony jest do wydawania efektywniejszego świadectwa i prowadzenia świętego, zgodnego z Bożymi wartościami, życia.

- charyzmatyczny – wierzący w aktualność ponadnaturalnych darów Ducha Świętego we współczesnym Kościele, takich jak: prorokowanie, uzdrawianie, słowo mądrości, dar czynienia cudów czy dar rozróżniania duchów.

- prężny w ewangelizacji – czerpiący z tradycji ruchów przebudzeniowych, wzywający do osobistego zaangażowania w ewangelizację i świadczenie każdego chrześcijanina oraz wykorzystujący wszelkie możliwe sposoby i środki, aby dotrzeć do ludzi z ewangelią poprzez np. konferencje, przebudzenia, uwielbienia, koncerty, nauczanie, czy misje.

- zorganizowany – w celu skuteczniejszej realizacji mandatu Chrystusowego zorganizowany ogólnoświatowo w jedno ciało, posiadające centralę i oddziały na całym świecie, które wzajemnie wspierają się i współpracują na rzecz realizacji misji i wspólnych projektów. Precyzyjna organizacja zapobiega również dowolności w podejściu do fundamentalnych prawd wiary.

- promujący edukację – krzewiący oświatę i naukę na całym świecie poprzez szkoły przyzborowe, instytucje edukacyjne oraz profesjonalne uczelnie, z czego najsłynniejsze to Uniwersytet Lee w Cleveland, w stanie Tennessee, International Bible College w Moose Jaw, Kanada, Uniwersytet Patten w Oakland, w Kalifornii, European Theological Seminary w Kniebies (Niemcy), Han Young Theological Seminary w Seulu, Korea Południowa oraz Chuch of God International Seminary w Cleveland, w stanie Tennessee. Ponadto Kościół posiada wydawnictwa oraz największą w całych Stanach Zjednoczonych księgarnię chrześcijańską.

- troszczący się – aktywnie zaangażowany w pomoc humanitarną i socjalną, prowadząc domy dla sierot, instytucje dla trudnej młodzieży, domy samotnych matek, domy spokojnej starości a także służby wolontariatu na całym świecie.

- misyjny – nastawiony na bezwzględne zaangażowanie w misję świadczenia o zbawieniu w Jezusie i chrzczenia pozyskanych uczniów „w imię Ojca i Syna i Ducha Świętego” na całym świecie, niezależnie od religii wyznawanej na danym terenie; misje Kościoła działają obecnie w 160 państwach świata.

## Wyznanie wiary
Oficjalne wyznanie wiary Kościoła Bożego brzmi:

Wierzymy:
- w werbalne natchnienie Pisma Świętego,
- w jednego Boga, odwiecznie istniejącego w trzech osobach, to jest Ojca, Syna i Ducha Świętego,
- że Jezus Chrystus jest jednorodzonym Synem Ojca, poczętym z Ducha Świętego, narodzonym z Marii dziewicy; że Jezus został ukrzyżowany, pogrzebany a potem powstał z martwych. Następnie wstąpił do nieba, gdzie obecnie zasiada po prawicy Ojca, jako Pośrednik,
- że wszyscy zgrzeszyli i pozbawieni są chwały Bożej oraz że upamiętanie jest postanowieniem Bożym wobec wszystkich ludzi i jest konieczne dla przebaczenia grzechów,
- że usprawiedliwienie, odrodzenie i nowonarodzenie są osiągalne poprzez wiarę w krew Jezusa Chrystusa,
- w uświęcenie następujące po nowonarodzeniu dzięki wierze w krew Chrystusa poprzez Słowo Boże i Ducha Świętego,
- w świętość jako Boży standard życia Jego ludu,
- w chrzest w Duchu Świętym udzielany czystemu sercu,
- w mówienie innymi językami, jak Duch poddaje, co jest pierwszym dowodem ochrzczenia w Duchu Świętym,
- w chrzest wodny przez zanurzenie oraz w to, iż wszyscy, którzy się upamiętali powinni zostać ochrzczeni w imię Ojca i Syna i Ducha Świętego,
- że boskie uzdrowienie jest zapewnione wszystkim dzięki pojednaniu,
- w Wieczerzę Pańską i umywanie nóg świętych,
- w przedmillenijne powtórne przyjście Jezusa, po pierwsze, aby wskrzesić zmarłych sprawiedliwych oraz porwać żywych do Siebie na powietrze; po drugie, aby panować na Ziemi przez tysiąc lat,
- w cielesne zmartwychwstanie, życie wieczne sprawiedliwych i wieczne potępienie bezbożnych.

## Kościół Boży w Polsce
Kościół Boży w Polsce (uprzednio znany również jako Kościół Wiary) należący do ogólnoświatowego Kościoła Bożego, stanowi federację zborów zielonoświątkowych w Polsce.
Kościół został zarejestrowany 12 stycznia 1996 roku w rejestrze Kościołów i innych związków wyznaniowych w dziale A, pod numerem 105 jako Kościół Jezusa Chrystusa w Krakowie, powstały na bazie grupy studenckiej ze Wspólnoty „Miriam”, działającej w ramach rzymskokatolickiego Ruchu Odnowy w Duchu Świętym.
W 2000 wspólnota wyznaniowa została przeorganizowana w federację niezależnych kościołów, a Kościół Jezusa Chrystusa w Krakowie stał się odtąd jednym z jej kościołów składowych. W 2009 w związku z wejściem w skład Międzynarodowego Kościoła Bożego (International Church of God) federacja zmieniła nazwę na „Kościół Boży w Polsce”.
Kościół Boży w Polsce działa jako związek autonomicznych Kościołów lokalnych i prowadzi działalność misyjną. Biuro Kościoła mieści się w Krakowie.
Kościół w 2022 roku liczył 2942 wiernych należących do 80 zborów.

### Zbory

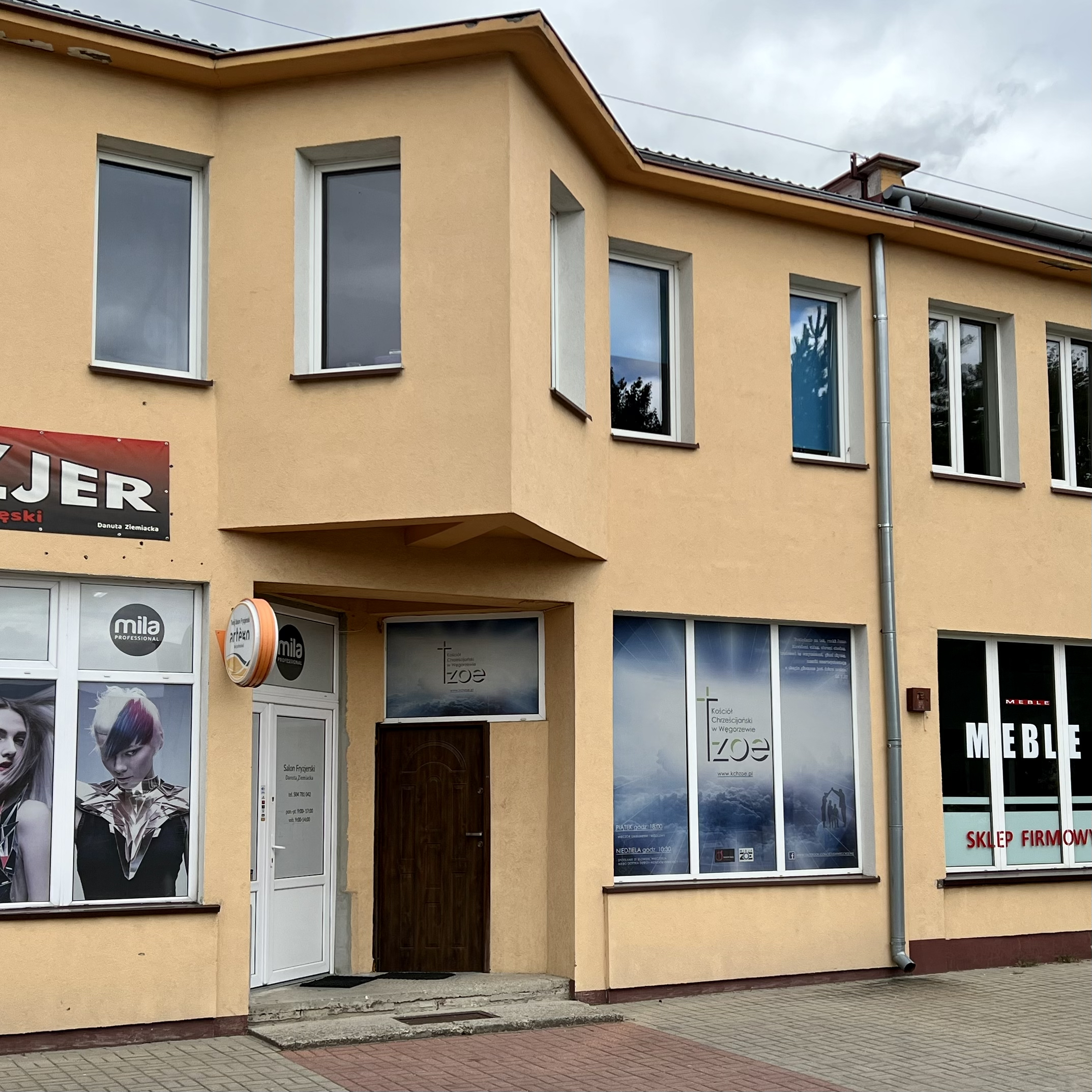
Kościół Chrześcijański ZOE w Węgorzewie

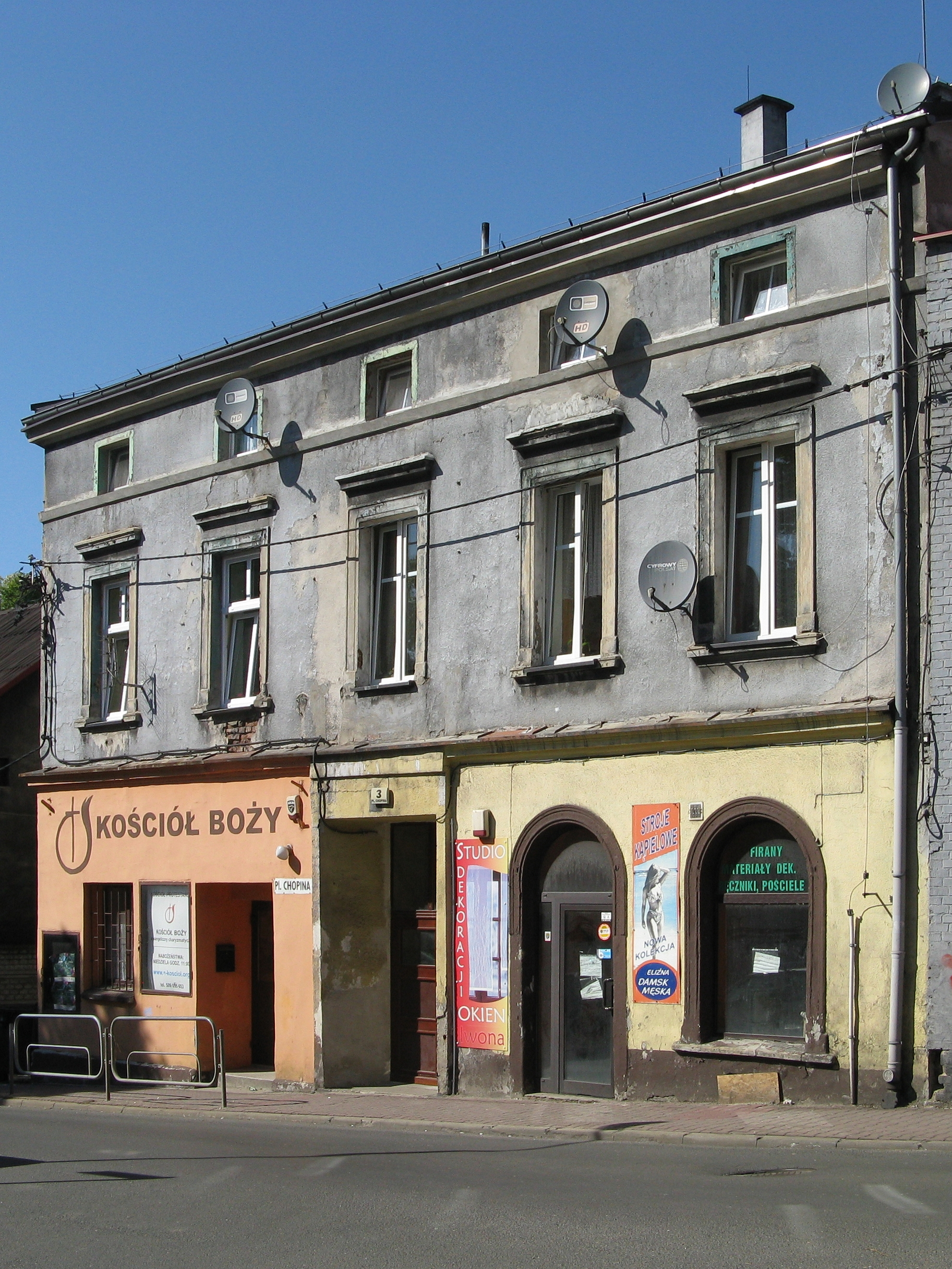
Siedziba zboru w Rudzie Śląskiej

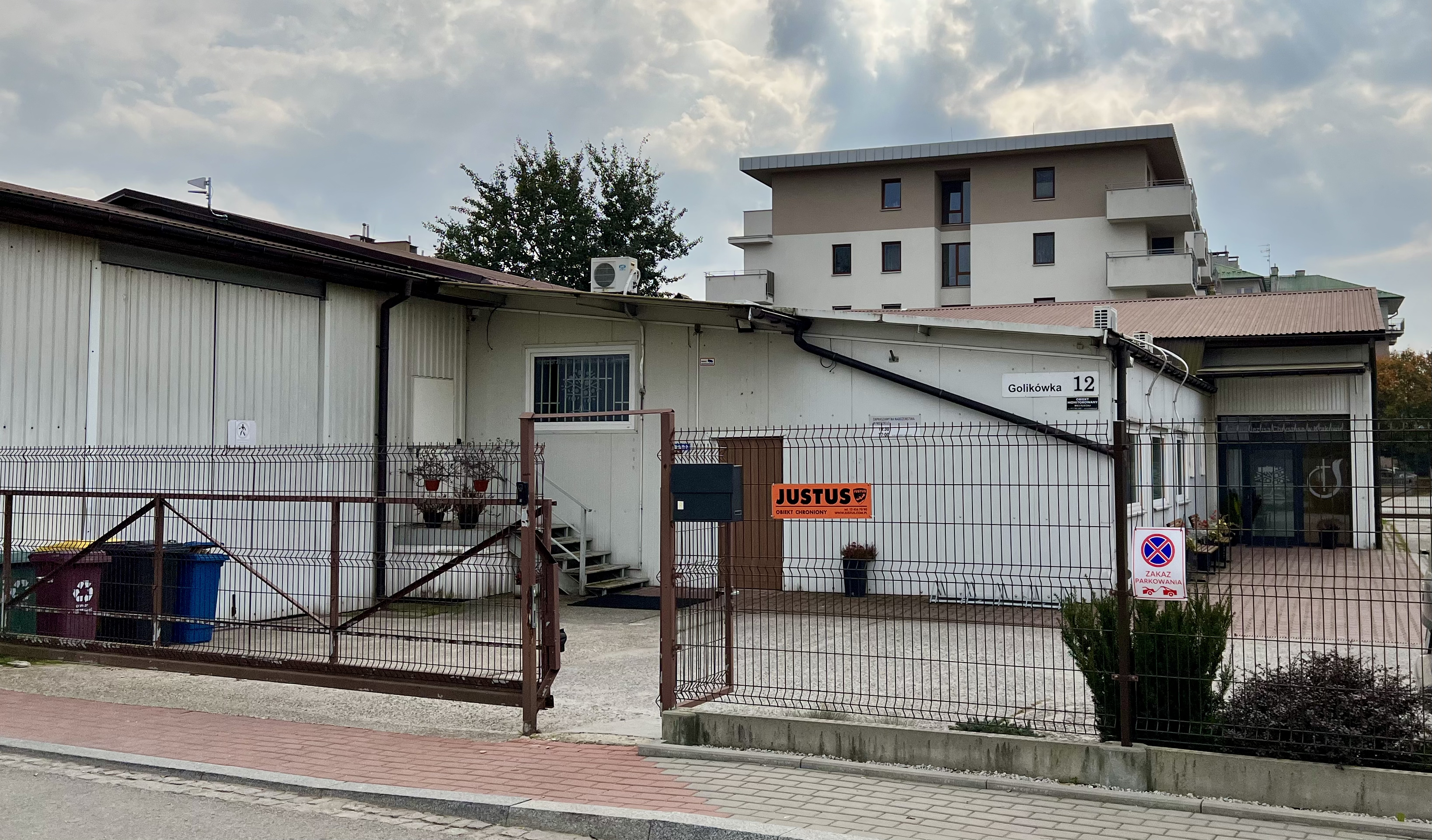
Kościół Jezusa Chrystusa w Krakowie

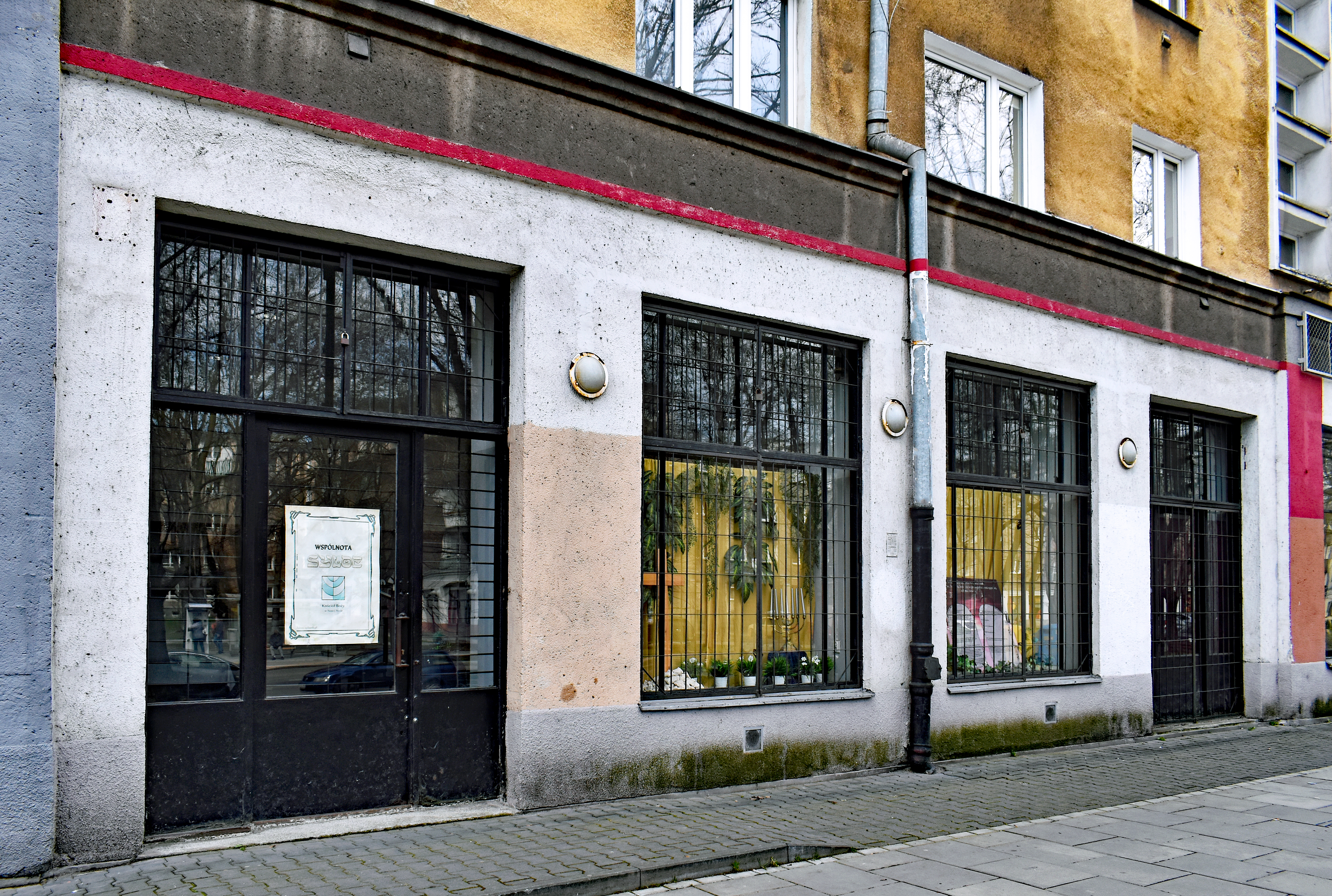
Kościół Boży, Wspólnota Syloe.
Kraków-Nowa Huta os. Urocze 11

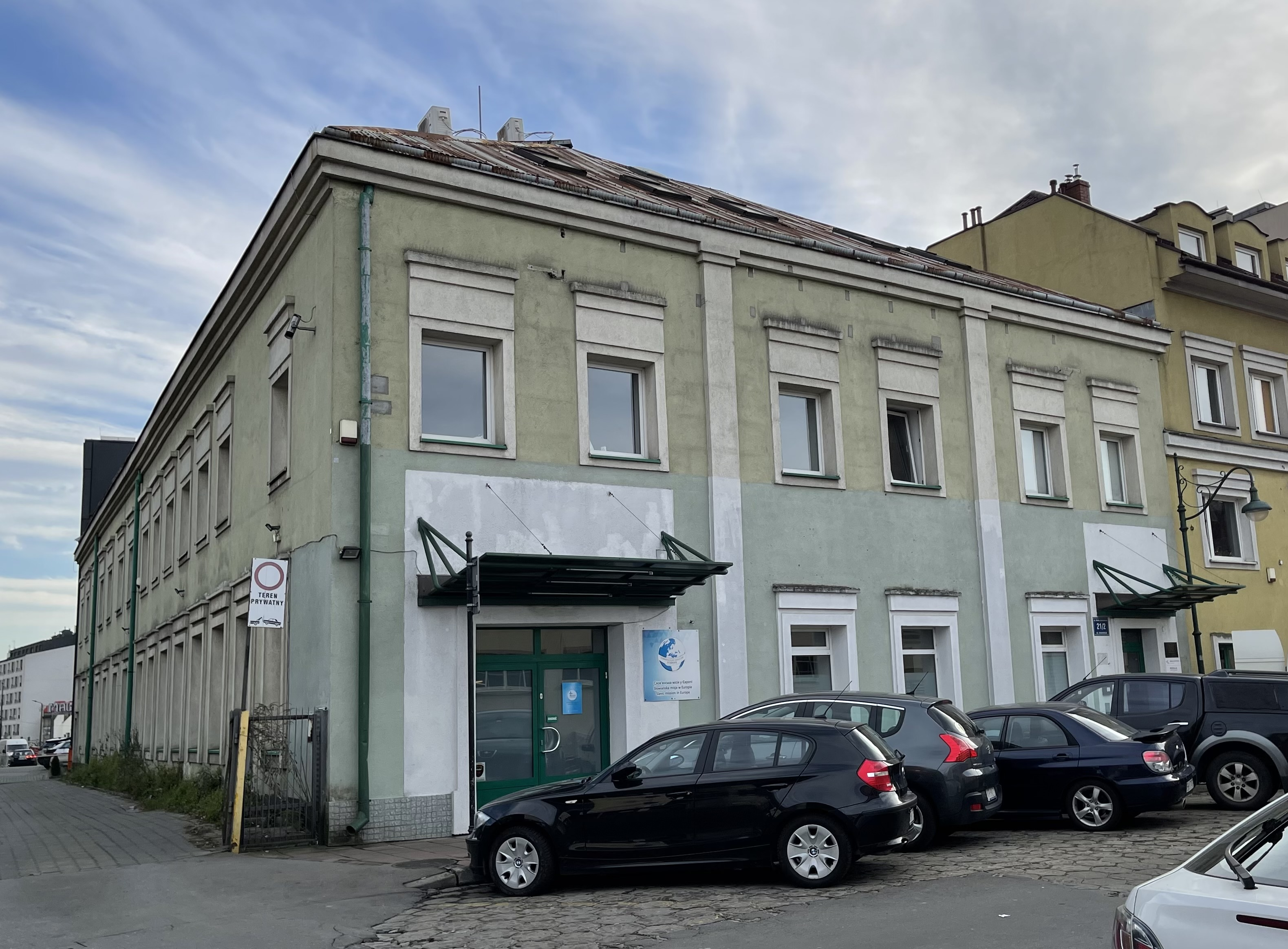
Kościół Chrześcijański „Nowa Nadzieja” w Krakowie

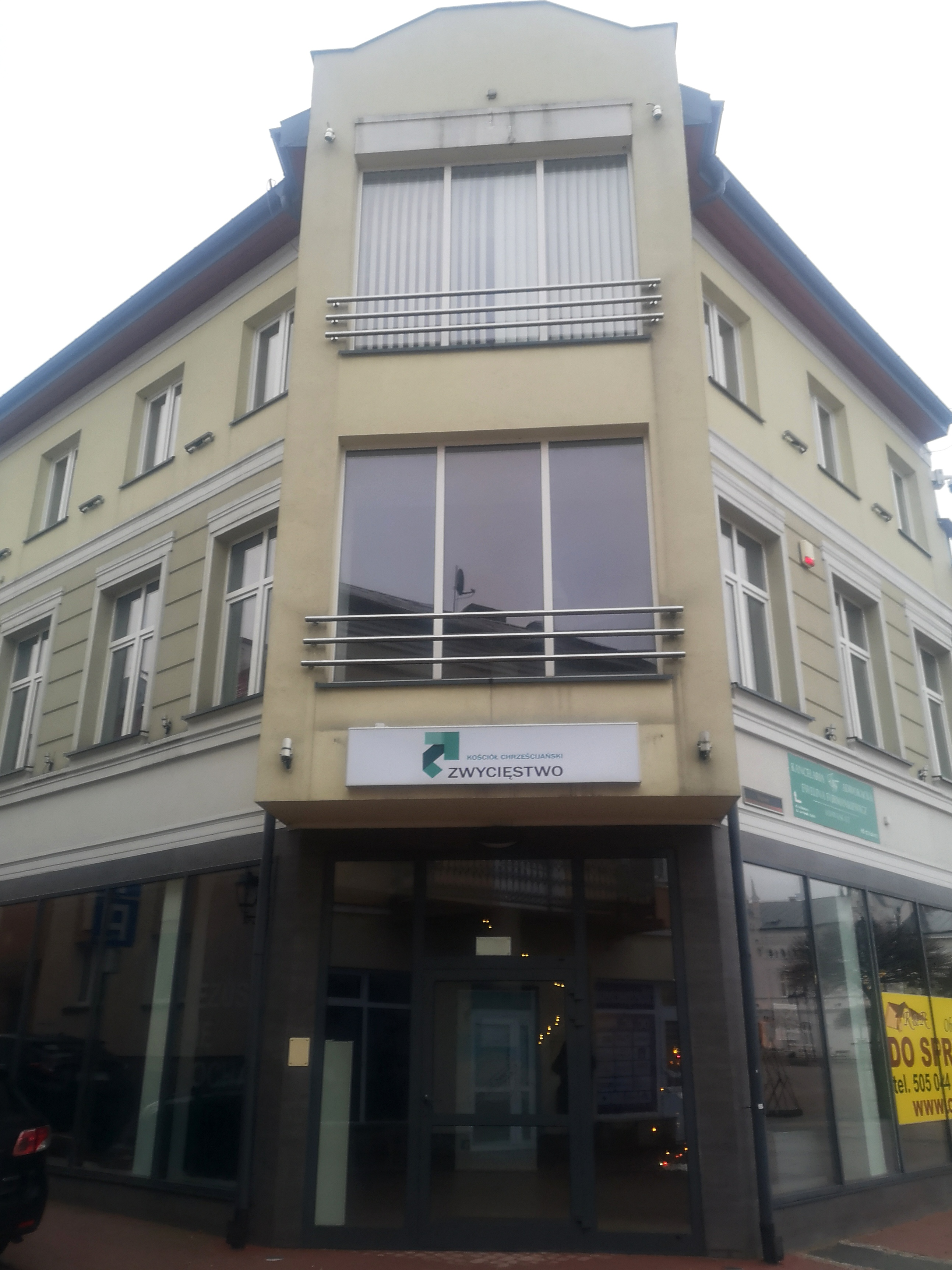
Kościół Chrześcijański „Zwycięstwo” w Sanoku

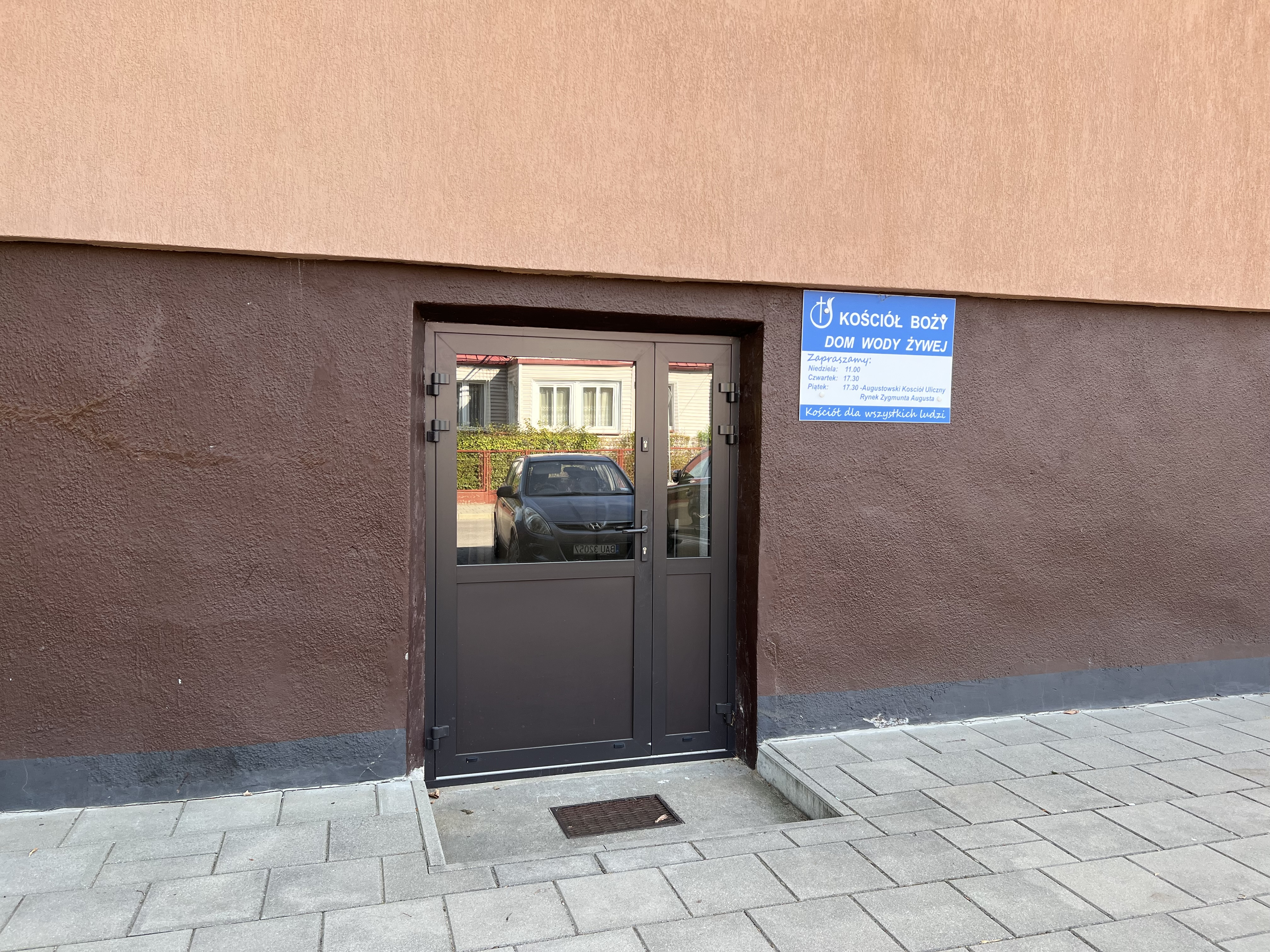
Siedziba zboru „Dom Wody Żywej” w Augustowie

Kościoły lokalne wchodzące w skład Kościoła Bożego w Polsce:
- Województwo dolnośląskie
  - Bielany Wrocławskie – Wspólnota Chrześcijańska Misja 22:22
  - Boguszów-Gorce – Kościół Boży „Arka”
  - Środa Śląska – Kościół Boży „Wspólnota Nowe Życie”
  - Wałbrzych – Kościół Boży „Dom Ojca”
  - Wrocław – Chrześcijańska Wspólnota Domowa „Dom Chleba”
  - Wrocław – Kościół „G12live”
  - Wrocław – Kościół Chrześcijański „Słowo Życia”
  - Wrocław – Kościół „Nowe Pokolenie”
- Województwo kujawsko-pomorskie
  - Toruń – Kościół „Chrystus dla Wszystkich”
  - Toruń – Kościół Boży HESED
- Województwo lubelskie
  - Kraśnik – Kościół Boży „Rodzina”
  - Lublin – Kościół Chrześcijański „Boże Światło”
- Województwo lubuskie
  - Gorzów Wielkopolski – Kościół Boży DCN
- Województwo łódzkie
  - Łódź – Centrum Chrześcijańskie „Życie Sozo”
  - Łódź – Kościół Nowego Przymierza
  - Łódź – Międzynarodowy Kościół „Light House”/International Church Light House
- Województwo małopolskie
  - Kraków – Chrześcijańska Wspólnota Bezdomnych „Dom Łazarza”
  - Kraków – Kościół Boży „Dom Miłosierdzia”
  - Kraków – Kościół Boży „Łaska Chrystusa”
  - Kraków – Kościół Boży „Syloe” w Nowej Hucie
  - Kraków – Kościół Chrześcijański „Nowa Nadzieja”
  - Kraków – Kościół Jezusa Chrystusa
  - Kraków – Kościół „Kierunek Jezus” w Krakowie
  - Kraków – Kościół „Słowo Życia” Foursquare
  - Nowy Targ – Kościół „Drzewo Życia” Foursquare
  - Tarnów – Kościół Boży „Nadzieja”
  - Tarnów – Kościół Jezusa Chrystusa „Kairos”
  - Zakopane – Kościół Jezusa Chrystusa
- Województwo mazowieckie
  - Grodzisk Mazowiecki – Kościół Chrześcijański „Jezus – Nowe Przymierze”
  - Piaseczno – Kościół Misyjny „Zgromadzenie Boże”
  - Pruszków – Kościół Boży w Pruszkowie (dawniej Kościół „El Shaddai”)
  - Radom – Kościół Jezusa Chrystusa „Petra”
  - Siedlce – Kościół Boży „Betezda”
  - Warszawa – Arabski Kościół Nazarejczyka
  - Warszawa – Kościół Chrześcijański „River”
  - Warszawa – Kościół Jezusa Chrystusa
- Województwo opolskie
  - Prudnik – Kościół Boży w Prudniku
  - Strzelce Opolskie – Kościół Boży „Dom Łaski”
- Województwo podkarpackie
  - Krosno – Kościół Chrześcijański „Emmanuel”
  - Krosno – Kościół Chrześcijański „Zwycięstwo”
    - placówka w Brzozowie
    - placówka w Sanoku

  - Krosno – placówka w Krośnie Kościoła „River” w Warszawie
  - Mielec – Kościół Jezusa Chrystusa Dobrego Pasterza
- Województwo podlaskie
  - Augustów – Kościół Boży „Dom Wody Żywej”
  - Zambrów – Kościół Jezusa Chrystusa
- Województwo pomorskie
  - Gdańsk – Kościół Bożej Mocy
  - Gdańsk – Kościół Chrześcijański „Królestwo Boże”
  - Gdynia – Kościół Chrześcijański „Nowe Pokolenie”
  - Gdynia – Pasja Społeczność Chrześcijańska Kościół Boży w Polsce
- Województwo śląskie
  - Będzin – Kościół Boży Jezusa Chrystusa
  - Bytom – Kościół Boży w Bytomiu
  - Częstochowa – Kościół Boży „Eden”
  - Dąbrowa Górnicza – Kościół Chrześcijański „Nowe Pokolenie”
  - Katowice – Kościół Chrześcijański „Nowe Pokolenie”
  - Ruda Śląska – Kościół Boży w Rudzie Śląskiej
  - Rybnik – Kościół Boży „Nowe Życie”
  - Rybnik – Kościół dla Wszystkich Ludzi w Rybniku-Niewiadomiu
- Województwo świętokrzyskie
  - Kielce – Kościół Boży w Kielcach
  - Końskie – Kościół Boży w Końskich
- Województwo warmińsko-mazurskie
  - Ełk – Kościół Chrześcijański ZOE
  - Giżycko – Kościół Boży w Giżycku
  - Kętrzyn – Kościół Chrześcijański ZOE
  - Węgorzewo – Kościół Chrześcijański ZOE
- Województwo wielkopolskie
  - Piła – Kościół Boży HESED
  - Poznań – Kościół Chrześcijański „Płomień Pana”
- Województwo zachodniopomorskie
  - Świdwin – Kościół Boży „Zbór Chrystusa Dobrego Pasterza”

### Statystyki
| Rok  | Liczba wiernych | Liczba zborów | Liczba kościołów/kaplic | Liczba duchownych |
| ---- | --------------- | ------------- | ----------------------- | ----------------- |
| 2010 | 517             | 14            | 11                      | 15                |
| 2011 | 601             | 13            | 17                      | 43                |
| 2016 | 1946            | 37            |                         | 127               |
| 2017 | 2365            | 70            |                         | 115               |
| 2018 | 2065            | 57            |                         | 166               |
| 2019 | 2423            | 69            |                         | 197               |
| 2020 | 2826            | 79            |                         | 244               |
| 2021 | 2148            | 71            |                         | 226               |
| 2022 | 2867            | 77            |                         | 245               |
| 2023 | 3018            | 81            |                         | 268               |
| 2024 | 2942            | 80            |                         | 277               |